# AT&T México
AT&T México (de denominación social AT&T Comunicaciones Digitales, S. de R.L. de C.V.) es una empresa mexicana de telecomunicaciones, subsidiaria de AT&T. Su sede se encuentra en la Ciudad de México, entre sus principales servicios está la telefonía móvil, el internet móvil, servicios de banda ancha móvil, entre otros.

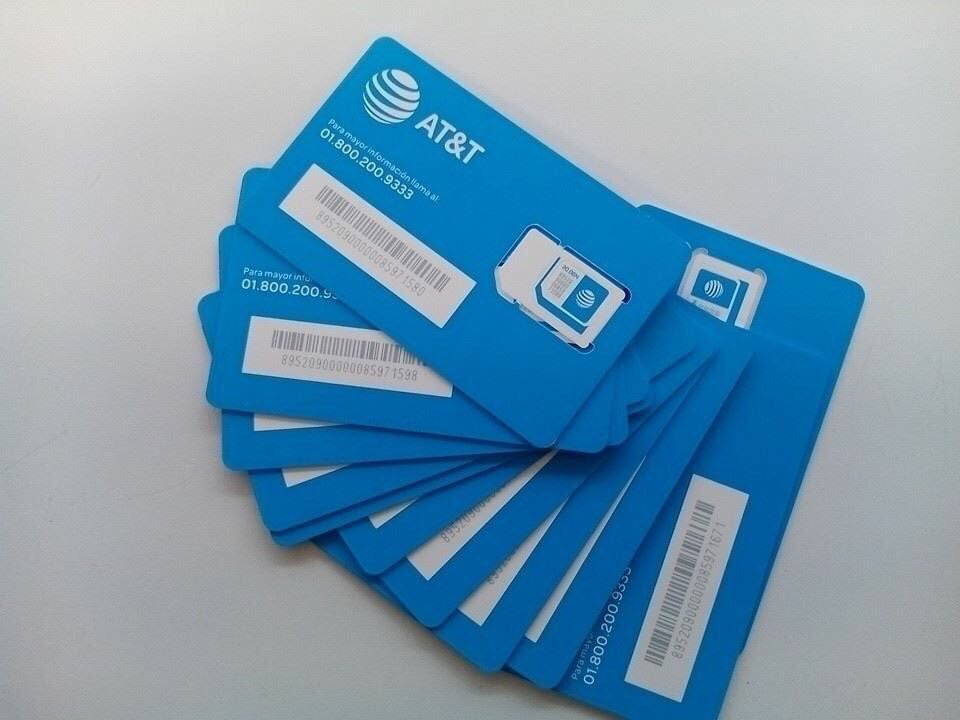
Tarjetas SIM de AT&T en México

## Iusacell

### Orígenes y crecimiento

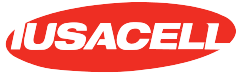
Logo de Iusacell

Iusacell fue uno de los dos operadores que en la actualidad conforman AT&T México. Sus orígenes se remontan a 1939, cuando Alejo Peralta crea Grupo IUSA, una empresa dedicada al cobre, conductores y cables, cuyos primeros artículos fueron portalámparas, tapones, fusibles, aisladores, parrarayos, parrillas, medidores de luz, y posteriormente, conductores de cobre y aluminio.
Cincuenta años después, Grupo IUSA decide incursionar en el mercado de la telefonía móvil, un negocio naciente en el país, siendo la primera operadora telefónica en México.
Inició operaciones el 4 de octubre de 1989 en la Ciudad de México, y posteriormente fue adquiriendo pequeñas empresas que ofrecían servicios en el país, cubriendo norte y sur, estableciéndose como el operador más grande de telefonía móvil, por clientes, ingresos y cobertura.

### Crisis y caída
Años después, en diciembre de 1994, la economía mexicana sufrió el llamado Error de diciembre, lo cual colapsó la economía. Ante esta situación, Iusacell se vio afectada al perder clientes ya que solo ofrecía servicio en pospago.
Iusacell decidió quedarse con un pequeño mercado de nivel socioeconómico alto, mientras que su principal competidor, Telcel, que en ese entonces era la segunda operadora móvil, aprovechó la situación y decidió enfocarse en las clases medias y bajas con el programa "Amigo", que es un servicio de prepago, y que a la fecha continúa existiendo.
Esto causó que Iusacell perdiera terreno, y para 1995 ya no era la principal operadora del país. Ese mismo año, Grupo IUSA decide vender, por 1000 millones de dólares, el 45% de las participaciones a Bell Atlantic (hoy Verizon). A consecuencia, Iusacell lanzó el programa "Viva", servicio de prepago inspirado en el programa "Amigo" de Telcel, sin embargo, Iusacell jamás pudo recuperar el puesto de primer operador.
En 2001, Iusacell se encontraba en una situación precaria, tenía una creciente deuda y constante pérdida de suscriptores, y todo empeoró con la llegada de nuevos operadores al país. Ante esta situación, Vodafone adquiere del Grupo IUSA el 34.5% de las participaciones de Iusacell por más de 2000 millones de dólares, tras un intento fallido de Telefónica por adquirir estas participaciones. Un año más tarde, Iusacell entraría en default.
Tras no obtener el éxito esperado, en 2003 Vodafone y Verizon venden, todas sus participaciones (79.5% en total) a Mobile Access, que era una compañía de Ricardo Salinas Pliego, por la irrisoria cantidad de 10 millones de dólares, algo que incluso en su momento se consideró muy bajo por muchos expertos Su eslogan de Iusacell fue Pensamos en ti.
Debido a que Ricardo Salinas Pliego era dueño de una pequeña operadora llamada Unefon (fundada en 2000) que solo operaba en el centro del país, se buscó unirlas desde un principio, pero esto no fue posible durante los primeros 4 años debido a que otro de los principales socios de Unefon, Grupo Saba, no quería absorber la enorme deuda de Iusacell ni su fuga de clientes.

### Unión con Unefon
Finalmente, en marzo de 2007, se unifican las redes de Iusacell y Unefon, que originalmente manejaban CDMA. Tras la consolidación de la unión, lograron ser el tercer operador móvil por cuota de mercado (3.2 millones de clientes), detrás de Telcel (80 millones) y Movistar (12 millones).
Pese a su integración, continuaron como marcas separadas, Iusacell dedicándose más al mercado en planes de renta (pospago) y Unefon para clientes de prepago.

### Resurgimiento como Empresa Conjunta
En abril de 2011, Grupo Salinas y Grupo Televisa alcanzan un acuerdo en el cual la segunda adquiere el 50% de Iusacell, transformando a esta en una empresa de operación compartida, sin embargo, el 25 de enero de 2012, la Comisión Federal de Telecomunicaciones determinó rechazar temporalmente la fusión Televisa-Iusacell, con tres votos en contra debido a que dañaría ilícitamente a terceras entidades y dificultará la competencia en televisión abierta y restringida.
Este bloqueo fue decidido debido al veto que hasta el 2012 tienen Televisa y TV Azteca contra Grupo Carso durante el primer trimestre del 2012, no obstante, en junio del mismo año fue aceptada con distintas condiciones, entre las que se encuentran el permitir tiempo publicitario de cualquier empresa sin condiciones, prohibir personal de Grupo Televisa y Grupo Salinas, además de no entorpecer la licitación de una tercera cadena de televisión, y en caso de no lograrse en dos años, se desmantelará la fusión.
Para 2013 Iusacell logró concentrar 8.2 Millones de usuarios a nivel nacional, y también ofrecía servicios de telefonía local y larga distancia con Internet a través del espacio radioeléctrico o por fibra óptica bajo la marca Iusatel, servicios de mensajería, televisión móvil y banda ancha móvil (bajo la marca BAM).
Finalmente, el 10 de septiembre de 2014, Grupo Televisa abandona la Empresa Conjunta y vende a Grupo Salinas el otro 50% de la compañía, por 717 millones de dólares, 55% menos de lo que pagó inicialmente en 2011.

### Venta a AT&T
El 10 de septiembre de 2014, la primera operadora de telefonía móvil mexicana por antigüedad, Iusacell, anunció, tras la salida de Televisa como uno de sus dos principales inversores, que buscaba "un socio global que tenga experiencia en mercados internacionales, que cuente con alto contenido tecnológico, capacidad financiera, y que quiera competir en el mercado mexicano"
Tras varios rumores de que el posible socio fuese Telefónica México, el 16 de noviembre de 2014 AT&T acordó con Grupo Salinas, matriz de Iusacell, adquirirla junto a su pequeña subsidiaria Unefon, incluyendo deuda de ambas, por 2500 millones de dólares. Bajo los términos del acuerdo alcanzado, AT&T adquirió toda la red móvil de Iusacell, incluyendo licencias, activos de red, tiendas minoristas y los contratos de aproximadamente 8.6 millones de suscriptores, siendo concretada la compra el 16 de enero de 2015 y nombrando a Thaddeus Arroyo como CEO de la naciente compañía.
Días más tarde, el 30 de enero de 2015, tras haber concretado la compra de Iusacell-Unefon, AT&T anuncia la compra de Nextel México por 1875 millones de dólares, sumando aproximadamente 4 millones de clientes adicionales a la unión. La compra fue finalmente concretada por el Instituto Federal de Telecomunicaciones (IFT) el 30 de abril del mismo año.
Ambas empresas continuaron trabajando aparentemente como independientes, con anuncios y planes personalizados para cada una. El 24 de agosto de 2015, se lanza oficialmente "AT&T México", a través de la campaña "Unidos somos Mejores" y "Iusacell y Nextel, unidos somos AT&T", eslóganes que serían reemplazados más adelante por uno más simple, "Movilizando tu mundo".
Finalmente en enero de 2016 se detiene la producción de anuncios independientes para mostrarlos unificados como AT&T. Además, un mes más tarde, el 25 de febrero, desaparecería el sitio web de Nextel, redirigiendo al sitio de la nueva compañía unificada.
Gracias a la unión, AT&T pudo iniciar como una operadora móvil en México con una base de clientes que se contabilizaban a alrededor de 11.4 millones durante el primer trimestre de 2016.
Desde entonces, se ha empezado a hacer más notoria la desaparición de las antiguas marcas, siendo Nextel la primera en desaparecer completamente. Se espera que Iusacell desaparezca antes de 2017. Unefon continuará con su nombre en el mercado incluso tras su compra, como un segmento especial para clientes de prepago, dándole incluso una nueva imagen y formato, mientras AT&T es el nombre de la marca comercial destinada para clientes en planes de renta (pospago).
El 8 de diciembre de 2016, Kelly King es designado como nuevo director ejecutivo de la filial mexicana en reemplazo de Thaddeus Arroyo.

## Unefon
Unefon es una compañía mexicana de telefonía móvil, la cual se dedica a ofrecer únicamente el esquema de cobro de prepago; la marca fue adquirida en conjunto con Iusacell en noviembre de 2014, tras el acuerdo alcanzado entre AT&T y Grupo Salinas.
Actualmente Unefon utiliza la misma infraestructura móvil que AT&T, la cual incluye su más reciente despliegue de la red 4G LTE.

## Nextel

Logo de Nextel México

### Historia
Comunicaciones Nextel de México S.A. de C.V. fue una empresa de telecomunicaciones establecida oficialmente en México como Nextel de México a principios de 1998, con sede de operaciones en la Ciudad de México y amplia cobertura en gran parte del país. Los eslóganes de Nextel México fueron "NEXTEL, Mucho Más", "Hablemos de Negocios", "El poder de Hacer", "Navega y habla cuanto quieras" y "Tu mundo, ahora".
En 2010, la compañía fue incluida en la lista de "Súper Empresas" de la revista Expansión. Nextel México también fue incluida en el Top 10 de operadores de telecomunicaciones en América Latina por la revista Frecuencia durante dos años consecutivos, además de estar considerada en el Top 100 de empresas multinacionales de México por la revista Expansión. Aunado a esto la compañía fue reconocida por tercer año consecutivo como Empresa Socialmente Responsable por el Centro Mexicano para la Filantropía y por AliaRSE (Alianza por la Responsabilidad Social Empresarial) por su programa Mucho Más por los Niños en alianza con Unicef.
En 2011, Nextel México se ubicó entre las "500 empresas más grandes de Latinoamérica" y en el "Top 50 de empresas de tecnología de América Latina"
En 2013 se vino un desplome en sus niveles de ventas trimestrales, al caer de 514 millones a 382 millones, el descenso de clientes y la lentitud en actualizar la obsoleta red "iDEN" la ubicó al borde de la quiebra.
Nextel permitía la conexión sin costo a la red móvil de Movistar en el caso de no existir red propia de la marca, además de la utilización de las redes 2G o 3G según disponibilidad.
Nextel participó en la campaña "Suelta el teléfono y cuida tus pasos", la cual se desarrolló en conjunto con el Gobierno del Distrito Federal y consistió en anuncios en mobiliario urbano que alertan sobre el peligro de conducir y utilizar teléfono celular al mismo tiempo.
El 30 de enero de 2015 AT&T anunció la compra de Nextel México por 1875 millones de dólares a NII Holdings, Inc., esto sin incluir los adeudos financieros. La operación fue completada y aprobada por el Instituto Federal de Telecomunicaciones en México y el Tribunal de Quiebras del Distrito de Nueva York en Estados Unidos el 30 de abril de 2015.

## Aplicaciones Móviles

### Mi AT&T
La aplicación actualmente lanzada para los clientes de Nextel donde ellos en la aplicación les permitía administrar su cuenta del tipo de plan con el que se cuente contratado actualmente a partir del mes de mayo del 2016 se lanzó oficialmente la aplicación para ambos clientes de las compañías (Iusacell y Nextel) que adquirió AT&T en México. Hoy en día a partir del 1 de julio de 2016 se lanzó la versión Web de dicha aplicación donde en la aplicación a grandes rasgos podrán realizar consultar tus saldos y administrar tu cuenta la app de Mi AT&T te permite de una forma fácil e inmediata tener acceso a tu información y administrar tu cuenta y los servicios que AT&T te ofrece.
Con esta aplicación tu puedes:
- Consultar tu estado de cuenta y los servicios que tienes contratados
- Revisar fechas de corte y de pago
- Contratar servicios y paquetes
- Consultar movimientos
- Realizar recargas

La aplicación es compatible con equipos que utilizan el sistema operativo Android a partir de la versión 4.0 y en IOS 8.1 o posterior. Compatible con iPhone, iPad y iPod touch.

### Mi UNEFON
La aplicación de Mi UNEFON te permite de una forma fácil e inmediata tener acceso a tu información y administrar tu cuenta y los servicios que AT&T le ofrece a cada uno de los usuarios de Prepago con los que cuentan con el paquete de beneficios de UNEFON FLEX.
Con esta aplicación tu puedes:
- Consultar tu estado de cuenta y los servicios que tienes contratados
- Revisar fechas de corte y de pago
- Contratar servicios y paquetes
- Consultar movimientos
- Realizar recargas

La aplicación es compatible con equipos que utilizan el sistema operativo Android a partir de la versión 4.0 y en IOS 7.0 o posterior. Compatible con iPhone, iPad y iPod touch.

### Drive Mode
AT&T DriveMode es una aplicación gratuita que te ayuda a evitar distracciones de alertas de mensajes de texto y llamadas mientras conduces. Cuando la tienes habilitadas, las alertas son silenciados, enviar mensajes de texto es limitado y las llamadas entrantes van directamente al buzón de voz. La aplicación se activa cuando el GPS detecta que usted está conduciendo 15 millas por hora o más y se apaga cuando usted cae por debajo de 15 millas por hora durante 2-3 minutos. Los padres con los conductores jóvenes pueden recibir una alerta de mensaje de texto en su teléfono cuando la aplicación se apaga. aplicación se puede descargar gratuitamente para IOS y para Android a partir de la última actualización a la versión 1.0.3.4 de esta aplicación puede ser usada para cualquier Compañía Telefónica
la app de ayuda a
- Alertas entrantes de silencios
- Responde automáticamente a los mensajes SMS y MMS
- Se enciende cuando se mueve a 15 MPH
- Alerta a los padres si la aplicación se desconecta
- Contactos clave de acceso, la música y la navegación con un solo toque
- Personaliza la pantalla de inicio con una foto

dicha aplicación es compatible en IOS 8.0 or posterior. Compatible con iPhone, iPad, and iPod touch. y en Android desde la versión 2.3 a versiones superiores
Esta aplicación fue introducida en México hace poco tiempo. Como parte de su compromiso con México, AT&T introduce la campaña Puede Esperar, al hacer un llamado a los conductores de todo el país para que se enfoquen en el camino, no en sus celulares.
Esta campaña de responsabilidad social y concientización pública que iniciará en la Ciudad de México, contará con una experiencia de realidad virtual, la cual, simula en un entorno seguro de inmersión 3D, las consecuencias potencialmente mortales, incluso, de echarle un vistazo al celular mientras se maneja.
Una nueva investigación de AT&T muestra que más de 9 de cada 10 (92%) mexicanos en zonas urbanas leen, envían mensajes o realizan otras actividades en el celular mientras manejan. Casi una cuarta parte (24%) lo hacen "todo el tiempo".
AT&T usará los resultados de la investigación para ayudar a crear conciencia de los peligros del uso de celulares detrás del volante, y para fomentar cambios de comportamiento que salven vidas.
además de esta aplicación lanzaron otra aplicación virtual la cual ocupa un Cardboard opcionalmente o si no puedes usarlo sin el Cardboard pero se recomienda si quieres aumentar la experiencia para utilizarla donde te dan ejemplos para que piense si es bueno el usar tu equipo telefónico mientras manejas se llama Puede Esperar de AT&T la puedes descargar en Android.

### Facebook Switch
Facebook Switch es una nueva versión de Facebook donde los usuarios pueden cambiar de la versión gratuita (Sólo texto) a la versión completa (con fotos y vídeos) con un simple clic. Dale like a lo que más te guste, chatea y comparte de manera gratuita.
esta puede ser utilizada en clientes de pospago y prepago de la empresa

## Lemas
- Pensamos en ti
- IUSACELL y NEXTEL unidos somos AT&T
- Unidos Somos Mejores
- Movilizando tu mundo
- Es tiempo de algo mejor
- Es tiempo de ser los mejores
- Cambiemos el Juego

## Roaming Internacional de AT&T México
| Local (México, EE. UU. y Canadá) Roaming disponible Roaming no disponible |

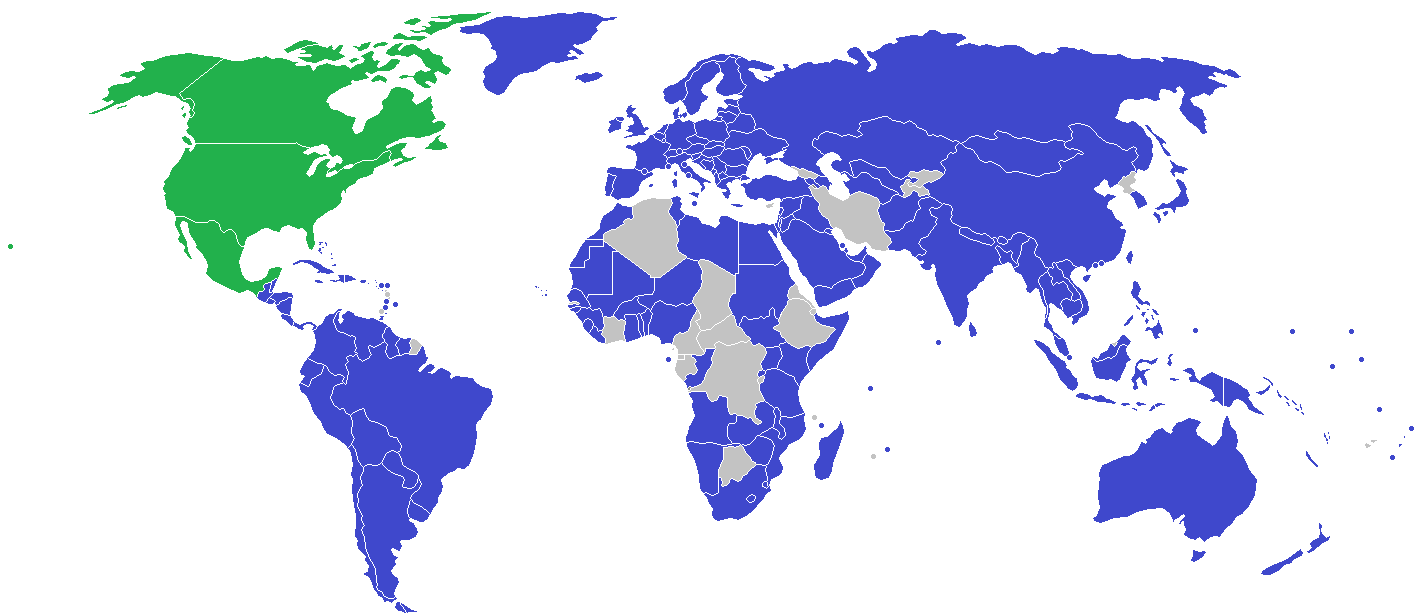
Mapa mundial que muestra la cobertura de Roaming que ofrece AT&T México

Tras unificar las tres marcas, AT&T anunció una inversión de 3000 millones de dólares en la modernización de sus marcas, tiendas, contratos, y activos. Además, la inversión también será para el despliegue de la red 4G LTE a nivel nacional, con el objetivo de cubrir a 100 millones de personas en México y un total de 400 millones en América del Norte para 2018.
Debido a que en la actualidad AT&T no ha terminado de consolidarse, todavía sus marcas se manejan por separado, provocando que sea la única operadora en el país que ofrece una red GSM, CDMA e iDEN al mismo tiempo, siendo las dos primeras de Iusacell-Unefon y la última de Nextel.

## Tipos de tecnología o redes de conexión

### Tecnología 2G
GSM se considera, por su velocidad de transmisión y otras características, un estándar de segunda generación (2G). Su extensión a 3G se denomina UMTS y difiere en su mayor velocidad de transmisión, el uso de una arquitectura de red ligeramente distinta y sobre todo en el empleo de diferentes protocolos de radio (WCDMA). A partir del 31 de diciembre de 2016 la red CDMA 1x de Iusacell comenzó a ser desactivada.

### Tecnología 3G
Iusacell fue la primera operadora en ofrecer redes 3G en México, originalmente diseñada como CDMA 1xRTT en 2004, más tarde, en 2005, se creó la red 3G sobre tecnología CDMA EvDO (3G-Evolution), para 2007 se cubrían las principales ciudades y para 2008 la mayor parte del país contaba con esta tecnología.
En 2010 se comenzó a construir la red UMTS/HSPA+ basada en estándares de la familia GSM.

### Tecnología IDEN
iDEN o Red Mejorada Digital Integrada (Integrated Digital Enhanced Network) es una tecnología inalámbrica desarrollada por Motorola en 1994, proporciona a los usuarios múltiples servicios en un único e integrado sistema de comunicaciones móviles. Su principal característica radica en la comunicación directa que permite pulsar un botón para poder establecer una llamada o conferencia con los usuarios del sistema, algunos terminales incluyen características GPS (Global Positioning System), muchas de las cuales dependen de la capacidad de la red; Motorola es quien provee tanto la infraestructura como los terminales móviles de esta tecnología. Los terminales iDEN usan varias tecnologías de comunicaciones, la principal es TDMA (Time Division Multiple Access), que permite dividir la señal en tres partes, decrementando la carga individual de cada una de ellas. Cada parte puede transportar voz o datos en una transmisión. a partir del 20 de septiembre de 2016 esta red quedará desactivada de todo México.

### Tecnología 4G LTE
Antes de la compra por AT&T, solo Nextel tenía una pequeña red 4G LTE en las ciudades más importantes del país.
El 11 de octubre de 2015, AT&T comenzó la expansión de su nueva red 4G LTE alrededor del país, utilizando la red de Nextel o creando nuevas, siendo las primeras ciudades en tenerla: Atlacomulco, Cuernavaca, Cuautla, Pachuca, Tepeji del Río y Tulancingo.
En la actualidad AT&T ofrece su red LTE en más de 180 localidades de México, en prueba como oficiales
Actualmente existen 168 ciudades que cuentan con la Red 4G LTE de AT&T en México unida con la red de EE.UU., así como otras ciudades que cuentan con la red LTE que se encuentran en fases de pruebas ya a punto de terminar.
A mediados del Q2 de 2017 la Red 4G LTE de AT&T cubre 199 ciudades siendo ésta la segunda más rápida con una velocidad de descarga de 21.6Mbps según OpenSignal en su reporte marzo 2017 solo por detrás de Telcel.

### Tecnología 5G
AT&T anunció oficialmente que los Estados Unidos de América y México serán los primeros en comenzar a despegar con pruebas para este tipo de red a partir del año 2017, comenzó a realizar pruebas sobre la red 5G, al contar con  un amplio espectro que se liberó en Estados Unidos para este tipo de pruebas, la tecnología 5G son las siglas utilizadas para referirse a la quinta generación de tecnologías de telefonía móvil. Es la sucesora de la tecnología 4G. Actualmente se encuentra sin estandarizar y las empresas de telecomunicación están desarrollando sus prototipos. Está previsto que su uso común sea en 2020.
La compañía sueca Ericsson ha conseguido alcanzar velocidades de 5 Gbps reales, con demostraciones en directo del estándar previo a la tecnología de red (pre-estándar) 5G.2 3 4 En noviembre de 2014, Huawei anuncia la firma de un acuerdo con la operadora móvil rusa Megafon para estandarizar y desarrollar redes 5G de prueba, en vistas a la Copa Mundial de Fútbol de 2018.5 Estaba previsto que todo el mundo utilizara esa conectividad en 2020.
Por su parte Efrén Páez, analista del sector de Mediatelecom, Policy & Law, señaló que la estrategia de AT&T de homologar en México los servicios que ofrece en Estados Unidos, aunado a que será de los primeros operadores en hacer pruebas, lo llevaría a desplegar 5G en ambos países, lo que en territorio mexicano supondría una ligera ventaja en el mercado.
Después de pruebas, el 8 de diciembre de 2021, AT&T anunció la implementación del 5G, mediante un comunicado donde añadieron el conectar los primeros 50 celulares Honor 50 5G a su nueva red, sin dar mayor detalle en su momento, hasta el 23 de mayo de 2022, donde dieron detalles sobre la implementación de esta nueva tecnología en el país, de los cuales se señala que a partir del 24 de mayo, está disponible para áreas límitadas de la Ciudad de México, Monterrey y Guadalajara, exclusivamente para usuarios pospago.